# Eagleville (Tennessee)
Eagleville es una ciudad ubicada en el condado de Rutherford en el estado estadounidense de Tennessee. En el Censo de 2010 tenía una población de 604 habitantes y una densidad poblacional de 101,09 personas por km².

## Geografía
Eagleville se encuentra ubicada en las coordenadas 35°44′25″N 86°39′18″O / 35.74028, -86.65500. Según la Oficina del Censo de los Estados Unidos, Eagleville tiene una superficie total de 5.98 km², de la cual 5.98 km² corresponden a tierra firme y (0%) 0 km² es agua.

## Demografía
Según el censo de 2010, había 604 personas residiendo en Eagleville. La densidad de población era de 101,09 hab./km². De los 604 habitantes, Eagleville estaba compuesto por el 95.03% blancos, el 2.15% eran afroamericanos, el 0.17% eran amerindios, el 0.99% eran asiáticos, el 0% eran isleños del Pacífico, el 0.99% eran de otras razas y el 0.66% pertenecían a dos o más razas. Del total de la población el 3.15% eran hispanos o latinos de cualquier raza.